# Шербетар
Шербетар или Шаранлар (на турски: Şerbettar) е село в околия Хавса, вилает Одрин, Турция.

## Население
В 19 век Шаранлар е българско село в Хавсенка кааза на Одринския вилает на Османската империя. Според статистиката на професор Любомир Милетич в 1912 година в селото живеят 100 български патриаршистки семейства.
- 1997 – 1187
- 2000 – 1222

Населението се състои предимно от българи – мюсюлмани (помаци), преселници от Воденско-Гърция от 1924 година.